# Yassin Idbihi
Yassin Idbihi, né le 24 juillet 1983, à Cologne, en Allemagne de l'Ouest, est un joueur et dirigeant allemand de basket-ball. Il évolue au poste de pivot.

## Palmarès
- Champion 2014, 2016, 2017
- Coupe d'Allemagne 2013, 2017
- All-Star de la Bundesliga 2011, 2012